# Corbelin (Isère)
Pour les articles homonymes, voir Corbelin.
Corbelin est une commune française située dans le département de l'Isère, en région Auvergne-Rhône-Alpes.
Autrefois rattachée à l'ancienne province royale du Dauphiné, la commune fut d'abord adhérente à la communauté de communes du Pays des Couleurs, avant de rejoindre, à la suite de la fusion de plusieurs intercommunalités, la communauté de communes Les Balcons du Dauphiné en 2017.
Ses habitants sont dénommés les Corbelinois.
La commune de Corbelin est jumelée avec la commune de Campo Ligure dans la région de Ligurie, en Italie.

## Géographie

### Situation et description
Le territoire de Corbelin est situé dans le département de l'Isère et plus précisément dans la partie septentrionale de ce département, plus connue sous l'appellation de Nord-Isère ou de Bas-Dauphiné.

### Climat
Pour des articles plus généraux, voir Climat d'Auvergne-Rhône-Alpes et Climat de l'Isère.
En 2010, le climat de la commune est de type climat océanique altéré, selon une étude du Centre national de la recherche scientifique s'appuyant sur une série de données couvrant la période 1971-2000. En 2020, Météo-France publie une typologie des climats de la France métropolitaine dans laquelle la commune est exposée à un climat de montagne ou de marges de montagne et est dans la région climatique  Alpes du nord, caractérisée par une pluviométrie annuelle de 1 200 à 1 500 mm, irrégulièrement répartie en été. 
Pour la période 1971-2000, la température annuelle moyenne est de 11,2 °C, avec une amplitude thermique annuelle de 17,8 °C. Le cumul annuel moyen de précipitations est de 1 130 mm, avec 10,2 jours de précipitations en janvier et 7 jours en juillet. Pour la période 1991-2020, la température moyenne annuelle observée sur la station météorologique de Météo-France la plus proche, « Pont-de-Beauvoisin », sur la commune du Pont-de-Beauvoisin à 13 km à vol d'oiseau, est de 11,8 °C et le cumul annuel moyen de précipitations est de 1 166,3 mm,. Pour l'avenir, les paramètres climatiques de la commune estimés pour 2050 selon différents scénarios d'émission de gaz à effet de serre sont consultables sur un site dédié publié par Météo-France en novembre 2022.

### Voies de communication
- La route nationale 75 est une ancienne route nationale française reliant Tournus et Bourg-en-Bresse à Sisteron, par Grenoble. Cette route, qui a été déclassée en RD 1 075 en 2006 longe la partie occidentale du bourg et permet de relier l'agglomération de Grenoble vers le sud et de Bourg-en-Bresse, vers le nord.
- La RD82 permet de relier Corbelin à Chimilin où se situe l'entrée de l'autoroute A43 (à péage) qui relie Lyon à Chambéry :

 10 à 62 km : Le Pont-de-Beauvoisin, Les Avenières, Les Abrets en Dauphiné.
La gare ferroviaire la plus proche de Corbelin est la gare de La Tour-du-Pin, située à environ cinq kilomètres du centre de la commune. Cette gare SNCF est desservie par des trains TER Auvergne-Rhône-Alpes.

## Urbanisme

### Typologie
Au 1er janvier 2024, Corbelin est catégorisée commune rurale à habitat dispersé, selon la nouvelle grille communale de densité à sept niveaux définie par l'Insee en 2022.
Elle appartient à l'unité urbaine de La Tour-du-Pin, une agglomération intra-départementale regroupant 15  communes, dont elle est une commune de la banlieue,,. La commune est en outre hors attraction des villes,.

### Occupation des sols
L'occupation des sols de la commune, telle qu'elle ressort de la base de données européenne d’occupation biophysique des sols Corine Land Cover (CLC), est marquée par l'importance des territoires agricoles (72,6 % en 2018), en diminution par rapport à 1990 (75,7 %). La répartition détaillée en 2018 est la suivante :
zones agricoles hétérogènes (52,2 %), terres arables (17,1 %), zones urbanisées (16,2 %), milieux à végétation arbustive et/ou herbacée (5,6 %), forêts (5,5 %), prairies (3,2 %). L'évolution de l’occupation des sols de la commune et de ses infrastructures peut être observée sur les différentes représentations cartographiques du territoire : la carte de Cassini (XVIIIe siècle), la carte d'état-major (1820-1866) et les cartes ou photos aériennes de l'IGN pour la période actuelle (1950 à aujourd'hui).

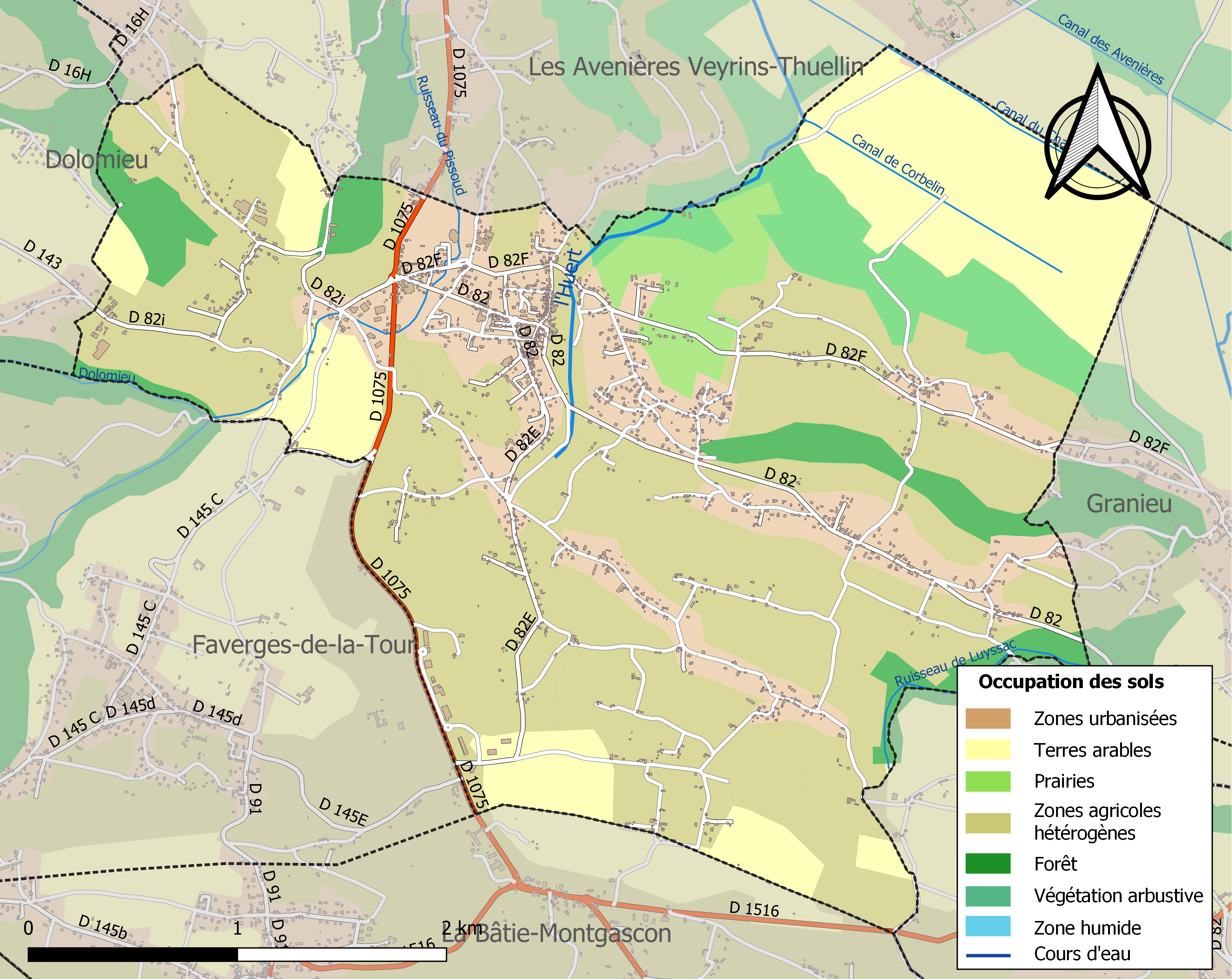
Carte des infrastructures et de l'occupation des sols de la commune en 2018 (CLC).

### Risques naturels

#### Risques sismiques
L'ensemble du territoire de la commune de Corbelin est situé en zone de sismicité no 3 (sur une échelle de 1 à 5), comme la plupart des communes de son secteur géographique.
| Type de zone | Niveau            | Définitions (bâtiment à risque normal) |
| ------------ | ----------------- | -------------------------------------- |
| Zone 3       | Sismicité modérée | accélération = 1,1 m/s2                |

## Toponymie
Dénommée Corbelianum villa au XIe siècle, il s'agit, à l'origine du nom d'un domaine d´origine gallo-romaine *[praedium] Corbellianum, avec le nom d´homme romain Corbellianus [Nègre 1990], soit dérivé avec le suffixe -anum du nom d´homme romain Corbellius.

## Histoire
Le territoire est habité depuis le début de notre ère (époque romaine), même s'il n'a été faite aucune découverte archéologique pour le moment. Cependant des recherches sont en cours pour nous éclairer sur ses origines. L'histoire de Corbellin est par contre mieux connue à partir du XIIe siècle, car elle se confond, pour l'essentiel, avec celle du prieuré, qui a d'ailleurs été pour le village, la « Paroisse » comme on le disait alors, un élément de prestige.
Il y aurait eu en 1900 une caserne de chasseurs alpins. En effet, Jean-Baptiste Casanova, né en Corse le 29/10/1881, y a fait son service militaire.

## Politique et administration

### Liste des maires
| Période | Période                  | Identité                 | Étiquette | Qualité                                        |
| ------- | ------------------------ | ------------------------ | --------- | ---------------------------------------------- |
| 1793    | 1800                     | Sébastien Patricot       |           | Notaire                                        |
| 1800    | 1802                     | Étienne Girerd-Bolland   |           | Juge de paix                                   |
| 1802    | 1813                     | Sébastien Patricot       |           | Notaire                                        |
| 1813    | 1815                     | Benoît-Antoine Patricot  |           | Notaire                                        |
| 1815    | 1815                     | Jean Baudrand            |           | Notaire                                        |
| 1815    | 1841                     | Benoît-Antoine Patricot  |           | Notaire                                        |
| 1843    | 1848                     | Jean-Baptiste Commandeur |           |                                                |
| 1848    | 1856                     | Antoine-François Reynaud |           | Notaire                                        |
| 1857    | 1860                     | Joseph Chaboud           |           |                                                |
| 1860    | 1878                     | Antoine-François Reynaud |           | Notaire                                        |
| 1878    | 1892                     | Louis Perrier            |           |                                                |
| 1892    | 1896                     | Joseph Guiguet           |           | Menuisier                                      |
| 1896    | 1919                     | Georges Donat            |           | Industriel en soieries                         |
| 1919    | 1928                     | Antoine Bizollon         |           | Notaire                                        |
| 1928    | 1944                     | Alexandre Bizollon       |           | Industriel en soieries                         |
| 1944    | 1945                     | Anthelme Lanfrey         |           |                                                |
| 1945    | 1969                     | Joseph Dupraz            |           |                                                |
| 1969    | 1977                     | Joseph Brosse            |           |                                                |
| 1977    | 1981                     | André Semanaz            |           | Notaire                                        |
| 1981    | 1989                     | Guy Bouvier              |           |                                                |
| 1989    | 1995                     | Michel Teillon           |           |                                                |
| 1995    | 2014                     | Christian Chaboud        |           |                                                |
| 2014    | 2020                     | René Vial                | DVD       |                                                |
| 2020    | 2022                     | Catherine Grange         | SE        | Inspectrice de l'éducation nationale retraitée |
| 2022    | En cours (au 10/01/2022) | Frédéric Gehin           | DVG       | Cadre territorial                              |

## Population et société

### Démographie

L'école maternelle en 1912.

L'évolution du nombre d'habitants est connue à travers les recensements de la population effectués dans la commune depuis 1793. Pour les communes de moins de 10 000 habitants, une enquête de recensement portant sur toute la population est réalisée tous les cinq ans, les populations de référence des années intermédiaires étant quant à elles estimées par interpolation ou extrapolation. Pour la commune, le premier recensement exhaustif entrant dans le cadre du nouveau dispositif a été réalisé en 2006.

En 2022, la commune comptait 2 368 habitants, en évolution de +6,38 % par rapport à 2016 (Isère : +3,07 %, France hors Mayotte : +2,11 %).
| 1793  | 1800  | 1806  | 1821  | 1831  | 1836  | 1841  | 1846  | 1851  |
| ----- | ----- | ----- | ----- | ----- | ----- | ----- | ----- | ----- |
| 1 496 | 1 545 | 1 705 | 1 623 | 1 801 | 1 808 | 1 775 | 1 817 | 1 998 |

| 1856  | 1861  | 1866  | 1872  | 1876  | 1881  | 1886  | 1891  | 1896  |
| ----- | ----- | ----- | ----- | ----- | ----- | ----- | ----- | ----- |
| 1 990 | 1 965 | 2 076 | 2 132 | 2 173 | 2 194 | 2 208 | 2 095 | 2 173 |

| 1901  | 1906  | 1911  | 1921  | 1926  | 1931  | 1936  | 1946  | 1954  |
| ----- | ----- | ----- | ----- | ----- | ----- | ----- | ----- | ----- |
| 2 215 | 2 280 | 2 281 | 2 008 | 1 873 | 1 772 | 1 729 | 1 674 | 1 672 |

| 1962  | 1968  | 1975  | 1982  | 1990  | 1999  | 2006  | 2011  | 2016  |
| ----- | ----- | ----- | ----- | ----- | ----- | ----- | ----- | ----- |
| 1 606 | 1 547 | 1 612 | 1 723 | 1 799 | 1 752 | 2 021 | 2 159 | 2 226 |

| 2021  | 2022  | - | - | - | - | - | - | - |
| ----- | ----- | - | - | - | - | - | - | - |
| 2 325 | 2 368 | - | - | - | - | - | - | - |

### Enseignement
La commune est rattachée à l'académie de Grenoble.

### Équipements culturels et sportifs
- Golf du Campanil.

Le golf du Campanil est une association qui gère un parcours de neuf trous ainsi qu'un practice couvert avec distributeur de balles.
- Union Sportive Corbelinoise
- ABC Basket Corbelinois

### Médias
Historiquement, le quotidien à grand tirage Le Dauphiné libéré consacre, chaque jour, y compris le dimanche, dans son édition du Nord-Isère, un ou plusieurs articles à l'actualité à la communauté de communes et du canton, ainsi que des informations sur les éventuelles manifestations locales, les travaux routiers, et autres événements divers à caractère local.
La commune est située sur l'aire de diffusion de radio Ici Isère, une radio publique qui émet sur tout le territoire du département de l'Isère.

### Cultes
La communauté catholique et l'église de Corbelin (propriété de la commune) dépendent de la paroisse « Saint-Pierre du Pays des Couleurs » qui regroupe vingt-sept églises de la région du nord-Isère.

## Culture locale et patrimoine

### Lieux et monuments

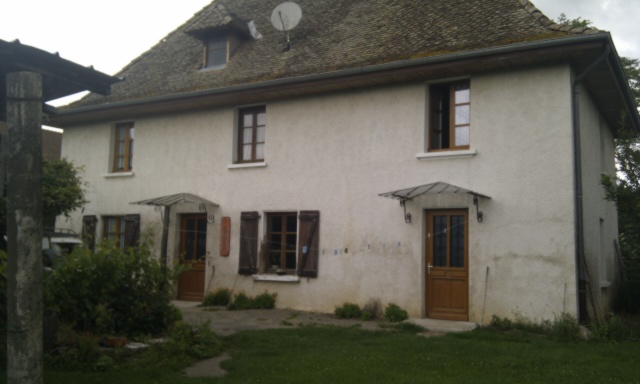
Photo de ferme dauphinoise à Corbelin.

- Église Notre-Dame de la Compassion (XVIIe et XIXe siècles)
- Ancien prieuré (XVIIe siècle), ex-musée Francois-Guiguet
- Château de Champlevey (XVe siècle)
- Château de Pourraz
- Ancienne usine de soieries Donat (XIXe siècle)
- Hôtel de ville (style IIIe République)
- Maisons dauphinoises typiques

### Patrimoine culturel
Le musée municipal consacré à François Guiguet à Corbelin, fruit d'une donation de Louis Guiguet, constituée de 78 huiles, 13 aquarelles et plus de 3 500 dessins de l'artiste, est inauguré le 1er juillet 1989 et fermé en 2011. Les collections sont désormais conservées par la maison Ravier à Morestel.

### Patrimoine naturel

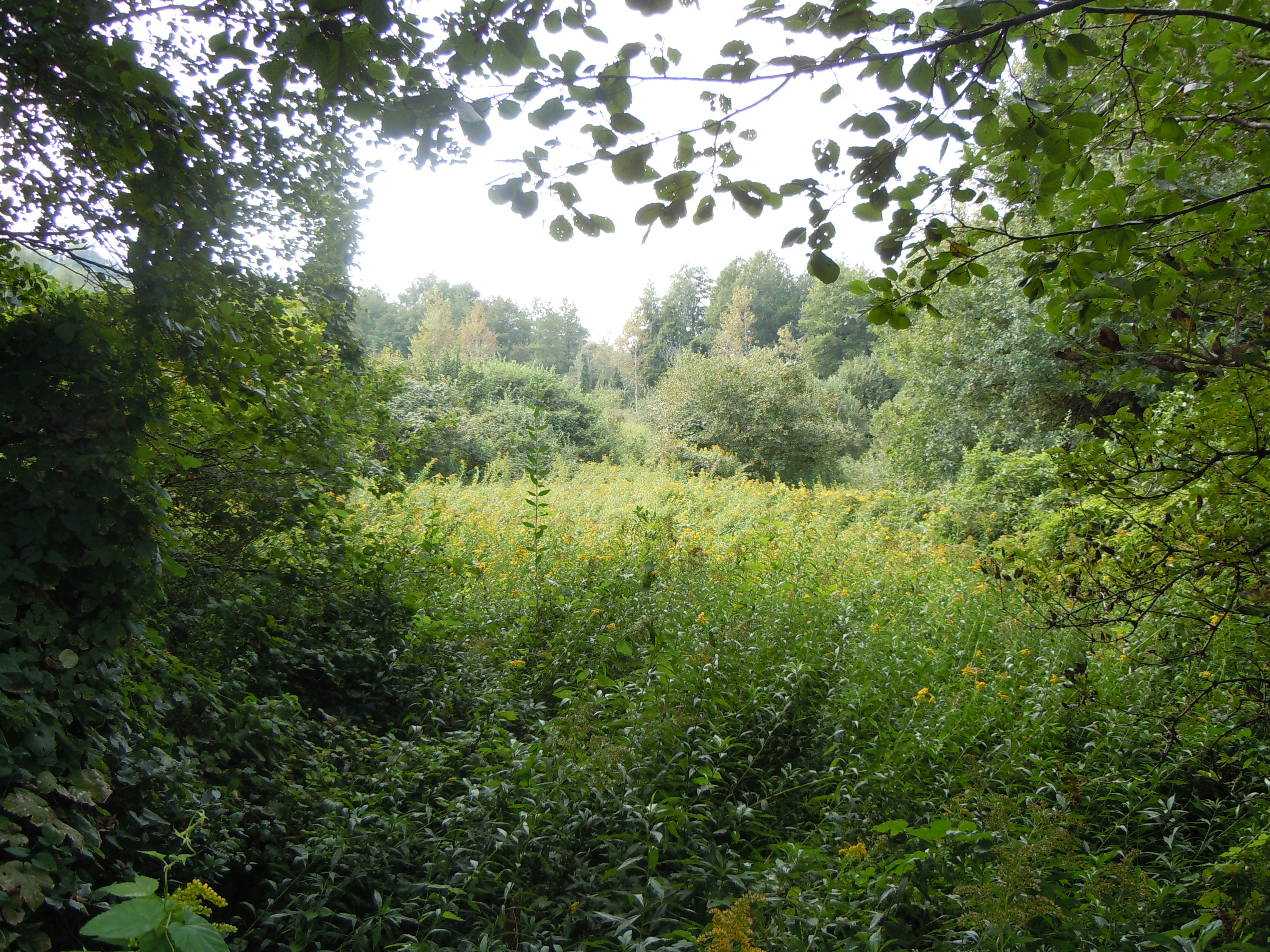
Marais au saut du Loup de la zone humide de Corbelin.

Une partie de la commune de Corbelin est classée dans la zone naturelle d'intérêt écologique, faunistique et floristique de type I de la zone humide de Corbelin.

### Personnalités liées à la commune
- Famille de Virieu
- Jean-Claude Pompeïen-Piraud, né à Corbelin en 1846, dentiste et passionné d'aérostation et d'aviation. Inventeur de l’Ornithoptère et du premier avion sans hélice.
- François Guiguet, peintre
- Marcel Guiguet créateur des motos MGC
- Michel Robert, cavalier.

### Héraldique
| Blason de Corbelin | Blason  | D'or au corbeau essorant de sable, la tête et les pattes d'argent. |
| Blason de Corbelin | Détails | Armes parlantes (Corbelin → corbeau). Adopté en 1993.              |